# Narthecura limata
Narthecura limata är en stekelart som först beskrevs av Cresson 1868.  Narthecura limata ingår i släktet Narthecura och familjen brokparasitsteklar. Inga underarter finns listade i Catalogue of Life.